# Amritsar Cantt.
Amritsar Cantt. là một thị xã quân sự (cantonment) của quận Amritsar thuộc bang Punjab, Ấn Độ.

## Nhân khẩu
Theo điều tra dân số năm 2001 của Ấn Độ, Amritsar Cantt. có dân số 11.300 người. Phái nam chiếm 63% tổng số dân và phái nữ chiếm 37%. Amritsar Cantt. có tỷ lệ 81% biết đọc biết viết, cao hơn tỷ lệ trung bình toàn quốc là 59,5%: tỷ lệ cho phái nam là 85%, và tỷ lệ cho phái nữ là 74%. Tại Amritsar Cantt., 11% dân số nhỏ hơn 6 tuổi.